# Paclitaxel
O paclitaxel (nome comercial Taxol®, Bristol-Myers Squibb) é um medicamento usado no tratamento do câncer.
O taxol é obtido na casca do Teixo, onde a extração varia entre 40 a 165 mg/kg. Para se obter 1 kg de taxol, são necessárias, em média, 3 mil árvores. Por este motivo, há necessidade de criação laboratorial através de síntese e semi-síntese.

## História
Foi descoberto pelo Research Triangle Institute (RTI) em 1967, quando o Dr. Monroe E. Wall e o Dr. Mansukh C. Wani isolaram o componente da casca do Teixo do Pacífico (Taxus brevifolia) e notaram sua atividade antitumor em uma ampla variedade de tumores em roedores.
Infelizmente, o Teixo do Pacífico é uma das árvores que mais lentamente crescem no mundo. Além disso, o tratamento de um único paciente requer o corte e processamento de seis árvores de 100 anos. Este problema de suprimento combinado com a ameaça a certas espécies de coruja em extinção levou os pesquisadores a desenvolver uma bactéria (Streptomyces coelicolor) que fermenta um componente similar ao paclitaxel.
Em 1970, os dois cientistas determinaram a estrutura do paclitaxel, que é extremamente complexa. Desde então este se tornou uma ferramenta efetiva dos médicos que tratam pacientes com câncer de ovário, mama e Sarcoma de Kaposi.
A licença para se comercializar o paclitaxel pertence a Bristol-Myers Squibb Co., que foi selecionada para este papel pelo Instituto Nacional do Câncer norte-americano (National Cancer Institute). A Bristol-Myers possui um contrato de exclusividade de colheita do Teixo do Pacífico das terras do governo dos Estados Unidos; foi criticada por ter um "monopólio do câncer".
Uma das características mais comuns das células cancerígenas é o seu ritmo rápido de divisão celular. A fim de acomodar isto, o citoesqueleto da célula está em constante reestruturação. Flexibilidade é a chave. O uso do paclitaxel é um tratamento efetivo para cânceres agressivos porque ele afeta de maneira adversa o processo de divisão celular, acabando com essa flexibilidade. Células cancerígenas também são destruídas pelo já citado mecanismo anti-Bcl-2. Outras células também são afetadas adversamente, e como as células cancerígenas se dividem muito mais rápido do que as célular não-cancerígenas, estas estão mais sucetíveis ao tratamento com paclitaxel.
Teve sua síntese formal (total) descrita pelo químico R. A. Holton e  K. C. Nicolaou.

## Indicações
Tratamento câncer de ovário, mama, Sarcoma de Kaposi, câncer de pulmão, câncer de cérebro e câncer de garganta.
Testes clínicos são desenvolvidos para avaliar as possibilidades de tratamento de outras formas de câncer e a combinação com outros agentes quimioterápicos.

### Outras utilizações
É utilizado concomitante com o trastuzumab no tratamento de câncer de mama.

## Farmacocinética
O paclitaxel interfere na função normal de crescimento do microtúbulo, impedindo a divisão descontrolada da célula. Enquanto drogas como a colchicina causam a despolimerização dos microtúbulos in vivo, o paclitaxel combate suas funções fazendo o oposto: ele hiper-sensibiliza essas estruturas. Isso torna a célula incapaz de usar seu citoesqueleto de maneira flexível. Mais especificamente, o paclitaxel se liga à proteína tubulina dos microtúbulos e os fixa no lugar. O complexo resultante microtúbulo/paclitaxel não pode ser desfeito. Isso afeta a célula de maneira adversa porque a gordura e o comprimento dos microtúbulos (a chamada instabilidade dinâmica) são necessários para sua função como rodovia de transporte para a célula. Os cromossomos, por exemplo, baseiam-se nesta propriedade dos microtúbulos durante a mitose. Pesquisas adicionais indicaram que o paclitaxel induz à morte programada das células (apoptose) do câncer através de sua ligação com a proteína inibidora da apoptose Bcl-2 (B-cell Leukemia 2), o que a impede de exercer sua função.
Em humanos, pode causar alterações nas funções do fígado, reações hipersensíveis, cardiotoxicidade e outros.